# Gora Krajnjaja
Gora Krajnjaja (englische Transkription von russisch Гора Крайняя Gora Krainjaja, deutsch ‚Extremer Berg‘) ist ein Nunatak im ostantarktischen Mac-Robertson-Land. In der Aramis Range der Prince Charles Mountains ragt er im südöstlichen Teil des Loewe-Massivs auf.
Russische Wissenschaftler benannten ihn.